# Tokyo By
Tokyo By (東京市 Tōkyō-shi) (engelsk: Tokyo City) var en by og kommune i Japan. Den var en del af Tokyo-fu og eksisterede fra 1. maj 1889 og indtil sammenlægningen med Tokyo-præfekturet 1. juli 1943.
De historiske grænser, der afgrænsede Tokyo By, udgøres i dag af 23. specielle bydistrikter i Tokyo. Det nyreformerede styre har lige siden udgjort, hvad der kendes som det moderne Tokyo, også kendt som Tokyo Metropolis. Selve det politiske styre kaldes for Tokyo Metropolitan Government. 

## Historie
I 1868 gennemgik middelalderbyen Edo, sæde for Tokugawa-shogunatet et navneskifte og kom til at hedde Tokyo, samtidig blev kontorerne for Tokyo-præfekturet (-fu) åbnet.
I 1888 udarbejdede Japans styre lovgrundlaget, som det efterfølgende år førte til, at der kunne oprettes shi (byer/kommuner i Japan).